# Ivan Bek
Ivan Bek ou Yvan Beck (29 de outubro de 1909 - 2 de junho de 1963) foi um jogador de futebol sérvio que jogava como atacante. Defendeu tanto a Seleção Iugoslava quanto a Francesa.
Começou a carreira em 1925 no OFK Beograd,na época BSK Beograd , ficou no clube até 1928 quando se transferiu para o FK Mačva Šabac,e depois para o FC Sète no mesmo ano. No Sète, ganhou a Copa da França em 1930 e 1934, e o Campeonato Francês em 1934. Em 1933, se naturalizou francês, até aquele momento, ele já havia feito sete aparições pela Seleção da Iugoslávia e feito 4 gols. Após a naturalização, ele mudou de nome para Yvan Beck. Em 1935, ele se transferiu para o AS Saint-Étienne, onde ficou até 1939, depois indo para o Nîmes Olympique em 1940, e se aposentando em 1942, no Nîmes. Após a aposentadoria, ele caiu no esquecimento e morreu de um ataque cardíaco em junho de 1963.